# Hertrichshausen (Landkreis Kitzingen)
Hertrichshausen (auch Hertingeshusen) ist eine Wüstung im Norden des Landkreises Kitzingen. Die Lage der Siedlung ist umstritten, sie wird in der Literatur an unterschiedlichen Orten lokalisiert. Wahrscheinlich wurde sie in der zweiten Hälfte des 14. Jahrhunderts verlassen. Die Gründe hierfür sind unklar.

## Geografische Lage
Erstmals in der Literatur tauchte die Wüstung bei Klarmann auf. Die Monographie Der Steigerwald in der Vergangenheit vom Beginn des 20. Jahrhunderts verortet die Siedlungsstelle „vermutlich bei Prichsenstadt oder Gerolzhofen“. In der neueren Literatur wird dagegen vermutet, dass sich Hertrichshausen zwischen Gräfenneuses, Obersambach und Wiesentheid befand. Wahrscheinlich lag das Dorf an der Steigerwaldstufe.

## Geschichte
Der Ortsname der Siedlung lässt einige Rückschlüsse auf das Alter des Ortes zu. Die Endung -hausen verweist auf die älteste fränkische Besiedlungswelle im 8. Jahrhundert. Damals verdrängten die merowingischen Kolonisatoren die ursprünglich ansässige Bevölkerung in der Region. Erstmals erwähnt wurde die Siedlung allerdings erst im 14. Jahrhundert, damals war das Dorf bereits verlassen.
Am 5. August 1365 reklamierte Graf Friedrich III. zu Castell die „Wüstung zu Hertrichshausen“ für sich. Götz von Wipfeld behauptete dagegen, dass die Siedlung Lehen der Burggrafschaft Nürnberg war. Der Streit wurde bis zum 4. August 1366 vor dem Nürnberger Landrichter Purchart von Seckendorff, genannt Höruf, verhandelt. Noch im Jahr 1376 erhielt Jörg von Wipfeld einige Einkünfte aus der Flur der Wüstung. Letztmals wurde Hertrichshausen im Jahr 1457 erwähnt, als der Propst zu Heidenfeld gegen die Casteller Grafen klagte.